# Stella Club d'Adjamé
Lo Stella Club d'Adjamé è una squadra calcistica africana della Costa d'Avorio.

## Storia
Fondata nel 1953, la società ha vinto tre scudetti e tre coppe nazionali.

## Palmarès

### Competizioni nazionali
- Campionato ivoriano: 3

1979, 1981, 1984
- Coppa della Costa d'Avorio: 3

1974, 1975, 2012
- Coppa Félix Houphouët-Boigny: 2

1977, 1984

### Competizioni internazionali
- Coppa CAF: 1

1993
- West African Club Championship (UFOA Cup): 1

1981

### Altri piazzamenti
- Coppa della Costa d'Avorio:

Finalista: 1967, 1970, 1973, 1980, 1981, 2013
- Coppa delle Coppe d'Africa:

Finalista: 1975